# Kung Fu Master

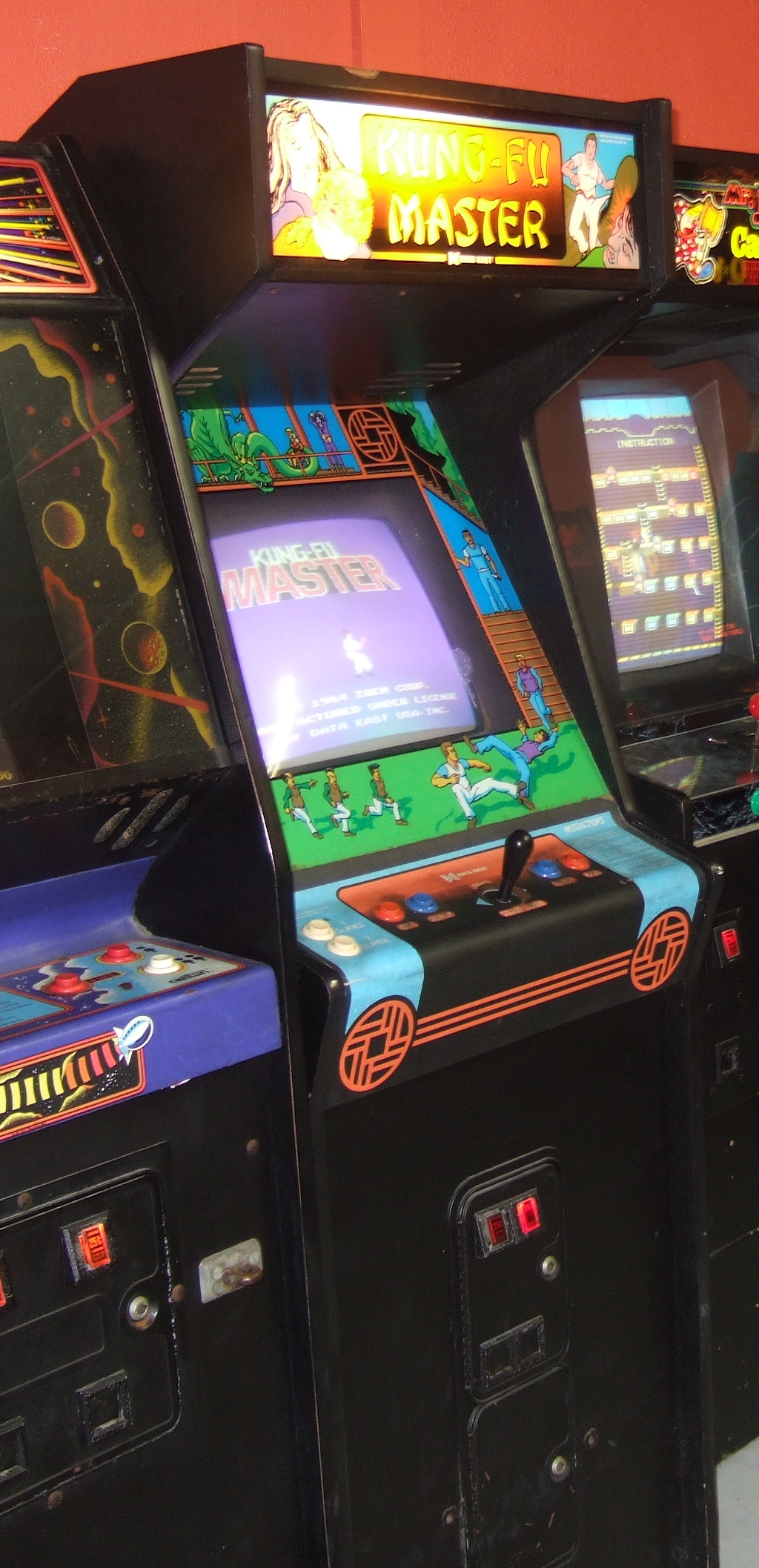
Kung-Fu Master

Kung Fu Master är ett arkadspel utvecklat av det japanska företaget Irem 1984. Spelet var det första beat 'em up-spelet i genren och brukar omnämnas att ha inspirerat efterkommande beat 'em up-spel som Double Dragon, Final Fight, Captain Commando, Street Fighter och Streets of Rage.